# TV 2 Play
TV 2 Play er en streaming-tjeneste udviklet af TV 2. TV 2 Play giver adgang til tv-kanalerne TV 2 (hovedkanal), TV 2 Echo, TV 2 Charlie, TV 2 News, TV 2 Fri, TV 2 Sport og TV 2 Sport X samt en række Play-kanaler hvor eksempelvis ekstra sports-transmissioner eller lignende vises.  Herudover indeholder TV 2 Play et fuldt on demand katalog med indhold fra alle TV 2s kanaler. Der er mulighed for adgang via pc, smartphones, tablets samt fladskærm via Apple TV, Chromecast eller indbygget smart-tv funktionalitet. 
TV 2 påbegyndte streaming af levende billeder via tv2.dk tilbage i år 2000 og etablerede en abonnements-tjeneste den 6. december 2004 under navnet TV 2 Sputnik. Tjenesten skiftede navn til TV 2 Play d. 21. maj 2012.

## Platforme
Man kan bruge tjenesten på følgende platforme:
- Computere
- Iphones
- Ipads
- Mobiltelefoner og tablet med styresystemet android
- Apple-tv og android-tv
- Smart-tv og chromecast

## Ekstern henvisning
- TV 2 Play
- Se TV 2 Play på disse enheder
- TV 2 PLAY runder 200.000 kunder Arkiveret 14. november 2018 hos  Wayback Machine
- TV 2 PLAY voksede i 2016 - nu 300.000 kunder
- TV 2 PLAY runder 350.000 kunder